# 奧羅拉鎮區 (伊利諾伊州凱恩縣)
奧羅拉鎮區（英語：Aurora Township）是位於美國伊利諾伊州凱恩縣的一個行政鎮區。

## 地方資料
根據2010年美國人口普查的數據，奧羅拉鎮區的面積為91.50平方千米，當中陸地面積為89.90平方千米，而水域面積為1.60平方千米。當地共有人口148890人，而人口密度為每平方千米1,627.21人。